# Cellemuiden
 Cellemuiden is een buurtschap in de gemeente Zwartewaterland, in de Nederlandse provincie Overijssel.
De buurtschap is gelegen in de Kop van Overijssel tussen Genemuiden en het Zwarte Water.
Hoofdplaats: Hasselt      Stad: Genemuiden

Dorpen: Kamperzeedijk-Oost · Kamperzeedijk-West · Zwartsluis     
Buurtschappen: Afsched · Baarlo · Cellemuiden · De Velde · Genne · Genne-Overwaters · Holten · Kievitsnest · Mastenbroek (deels) · Nieuwe Wetering · Roebolligehoek · Streukel · Zwartewatersklooster

Voormalige gemeenten: Genemuiden · Hasselt · Zwartsluis

Overijssel · Steden en dorpen in Overijssel      Nederland · Provincies · Gemeenten